# 이이 나오모리 (센고쿠 시대)
이이 나오모리(일본어: 井伊直盛, 1506년 또는 1526년? ~ 1560년 음력 5월 19일)는 센고쿠 시대의 무장이다. 이이 나오무네의 아들이며, 이이 나오히라의 손자이다. 도토미국 이나사 군 이이노야 성주(현재의 시즈오카현 하마마쓰시기타구 이나사 정 이이노야)였으며, 여자 영주가 된 이이 나오토라의 아버지이기도 하다. 나오히라의 손녀인 쓰키야마도노와는 사촌간이다.
| 전임 이이 나오무네 | 제18대 이이 가문 당주 1542년 ~ 1560년 | 후임 이이 나오치카 |